# Buariki (Tarawa)
Buariki è un'isoletta nella parte settentrionale dell'atollo di Tarawa, nelle Isole Gilbert (Repubblica di Kiribati). Fa parte di Tarawa Nord.

## Geografia
Buariki sorge a 31 km a nord di Tarawa Sud e a 60 km dal vicino atollo di Marakei.

## Storia
Nella Seconda Guerra Mondiale, l'ultimo scontro della Campagna di Tarawa si ebbe in quest'isoletta il 26 novembre 1943, quando i Marines statunitensi combatterono quella che venne chiamata Battaglia di Buariki. Le truppe superstiti giapponesi, in tutto circa 175 uomini, combatterono fino all'ultimo. Le perdite fra i Marines ammontarono a 32 morti e 62 feriti, mentre gli unici prigionieri furono due manovali coreani..